# La Révolte des haïdouks
La Révolte des haïdouks est un feuilleton télévisé historique de cape et d'épée franco-roumain, en 20 épisodes de 26 minutes, réalisé par Dinu Cocea avec l'assistance de Claude Vernick, diffusé par ce dernier du 6 octobre au 22 novembre 1972 sur la 2e chaîne de l'ORTF (les épisodes passaient à 19h30 les lundi, mercredi et vendredi de chaque semaine). 
Il reprend en partie le thème général et la distribution, ainsi que certains personnages de plusieurs films roumains réalisés auparavant par Dinu Cocea : 
- Les Haïdouks (ro) (1966)
- La Vengeance des haïdouks (ro) (1968)
- Le Rapt des vierges (ro) (1968)
- Les Haïdouks de Sept-Chevaux (ro) (1971)
- La Semaine des fous (ro) (1971)
- La Dot de la princesse Ralou (ro) (1971)

## Synopsis
Aux XVIIIe siècle, dans les principautés roumaines, « la lutte héroïque et picaresque des haïdouks contre l'ordre féodal tyrannique des hospodars ».

## Distribution
- Florin Piersic : Capitaine Anghel
- Marga Barbu (ro) : Anitza
- Jean Constantin (acteur roumain) (ro) : Parpanghel
- Aimée Iacobescu (ro) : Princesse Ralu
- Colea Răutu : Mamoulos
- Nucu Păunescu (ro) : Le Prince roumain
- George Constantin (ro) : Pacha Pazvanoglou

## Fiche technique
- Réalisateurs : Dinu Cocea et Claude Vernick
- Illustrateur : Andrzej Krajewski (pl)
- La chanson des haïdouks interprétée par Gérald Alexandre[1]

### Sur un thème similaire
- Omer Pacha, feuilleton télévisé historique français de 1971
- Arpad le Tzigane, feuilleton télévisé historique français de 1973